# ミレオ (鉄道車両)
ミレオ（Mireo）はシーメンス・モビリティにより開発された旅客用電車で、デジロMLの後続電車である。

## 開発過程
2016年6月末に車両名と主要仕様が発表された。ミレオは2016年9月のイノトランス展覧会でシーメンスの出品で一般人に公開された。2018年6月に第一号の電車が出荷された。

## 車両構造

### 車体
ミレオはただ電機車両だけで製造されて、内燃機関車両の製造は現在計画されていない。デジロMLと違って、ミレオの場合連接台車が採択され、ICE 4のように、軸受けが輪軸に装着されている。外観の構体はアルミニウム材料でダブルスキン構造（Integralbauweise）を通じて製作されている。一般電車の場合、両先頭車の長さは26 m、中間車の長さは19 mである。電車は乗降場の場合、550 mm、760 mm、960 mmの高さに対応するのが可能である。動力台車の数量により加速度が多様である。エコー設定電車の場合、動力装置は断台車に装着されて、最高速度は0.65 m/s2の加速度で140 km/hに至る。スピーディ設定電車の場合、動力装置は四つあるいは五つの台車に装着されて、最高速度は1.2 m/s2の加速度で160 km/hに至る。

### 車内
車内には乗客向けの案内システムおよび無線LAN、エンターテインメント・システムあるいは画面の広告などが設置可能である。室内配置は鉄道会社により自由に設定できる。電車の走行道中の問題を防止するために、シーメンス社が電車の出庫前に全般的なソフトウェア点検を行っている。

### ミレオプラスB（蓄電池電車）
シーメンスは非電化区間にもバッテリーで走行できる蓄電池電車の形式を開発している。バーデン＝ヴュルテンベルク州の主務部署はオルテナウ路線向けの蓄電池電車20本を注文した。

### ミレオプラスH（燃料電池動車）
シーメンスはカナダ企業であるバラード・パワー・システムと共通で、水素の燃料電池システムで電気動力を生成して、非電化区間でも投入できる車両を開発する計画を立案した。バラード・パワー・システム製200 kW容量の燃料電池で160 km/hの速度が可能だと言われる。

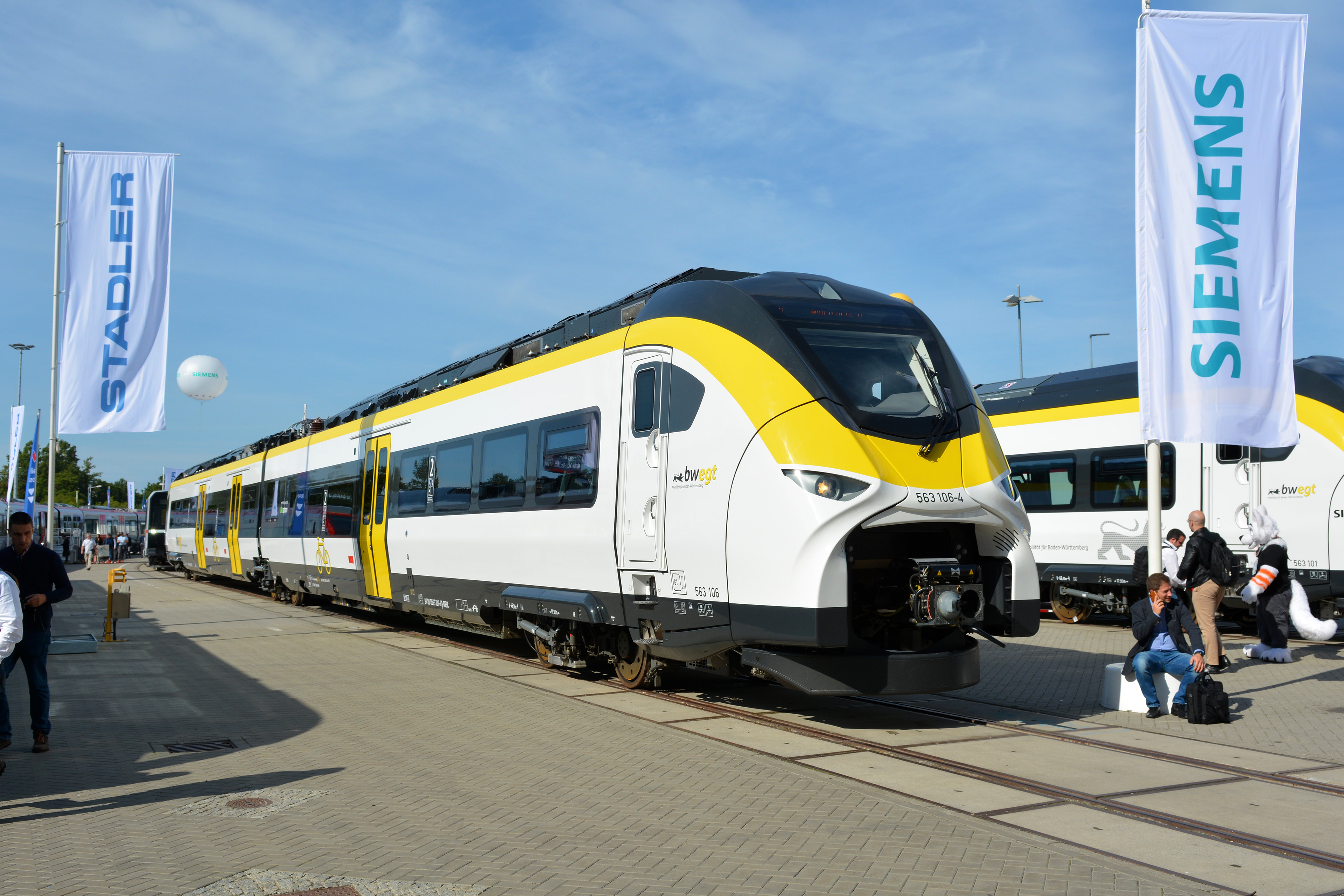
ミレオ蓄電池電車（2022年イノトランス）
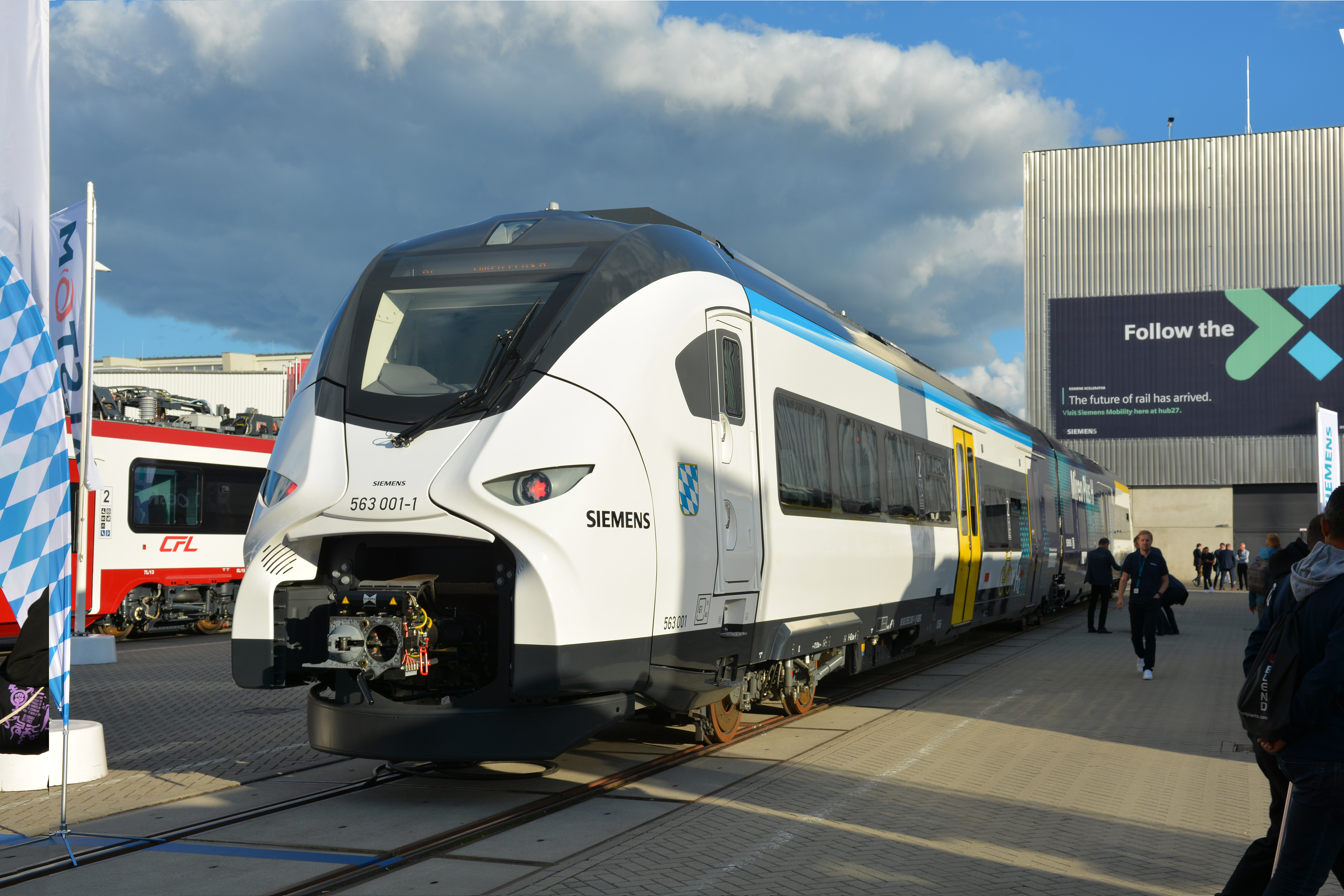
2022年イノトランスに展示されたミレオ燃料電池動車

## 運用現況
| 投入路線                | 運用会社         | 車両数 | 運用開始   | 車両番号        | 編成   | 編成長    |
| ----------------------- | ---------------- | ------ | ---------- | --------------- | ------ | --------- |
| ラインタール路線        | DBレギオ         | 24本   | 2020年6月  | 463-001~463-024 | 三編成 | 69,860 mm |
| ライン＝ネッカーSバーン | DBレギオ         | 57本   | 2020年12月 | 463-025~463-081 | 三編成 | 69,860 mm |
| ライン川中部路線        | トランス・レギオ | 6本    | 2020年12月 | 463-301~463-306 | 三編成 | 69,860 mm |

### ラインタール路線
| 号車           | 1                                                                       | 2                                                                       | 3                                                                       |
| 形式・車両番号 | 94 80 0463 0xx-y D-DB                                                   | 94 80 0863 0xx-y D-DB                                                   | 94 80 0463 5xx-y D-DB                                                   |
| 車両種類       | 制御電動車                                                              | 付随車                                                                  | 制御電動車                                                              |
| 備考           | - 車軸配置: Bo'2'2'Bo' - 数量: 27本（xx: 01~24, 82~84） - 座席数: 220席 | - 車軸配置: Bo'2'2'Bo' - 数量: 27本（xx: 01~24, 82~84） - 座席数: 220席 | - 車軸配置: Bo'2'2'Bo' - 数量: 27本（xx: 01~24, 82~84） - 座席数: 220席 |

2020年6月から24本の三編成車両が主にマンハイム - バーゼル線のオッフェンブルク - バーゼル区間およびミュルーズ線の区間で投入されている。この路線はバーデン＝ヴュルテンベルク州政府が与えた「ラインタール路線」である。2020年11月1日に全量の電車が導入された。車両の外観はバーデン＝ヴュルテンベルク州立地域公共交通 (Nahverkehrsgesellschaft Baden-Württemberg) の黄色・黒色・白色に塗装されている。出入り口の床面高さは600 mmである。

### ライン＝ネッカーSバーン
| 号車           | 1                                                                                    | 2                                                                                    | 3                                                                                    |
| 形式・車両番号 | 94 80 0463 0xx-y D-DB                                                                | 94 80 0863 0xx-y D-DB                                                                | 94 80 0463 5xx-y D-DB                                                                |
| 車両種類       | 制御電動車                                                                           | 付随車                                                                               | 制御電動車                                                                           |
| 備考           | - 車軸配置: Bo'2'2'Bo' - 数量: 57本（xx: 25~81） - 座席数: 160席、折り畳み席（40席） | - 車軸配置: Bo'2'2'Bo' - 数量: 57本（xx: 25~81） - 座席数: 160席、折り畳み席（40席） | - 車軸配置: Bo'2'2'Bo' - 数量: 57本（xx: 25~81） - 座席数: 160席、折り畳み席（40席） |

2017年8月に三編成車両57本が注文されて、2020年12月よりライン＝ネッカーSバーンのS5、S51、S6、S8、S9系統に段階的に導入された。同年12月まで38本の車両が引き渡されて、残りの車両は2021年中に該当する路線に投入される予定である。2020年9月から試運転が幾つの段階で行われた。新型電車の出入り口の床面高さは800 mmで、扉の下に滑り踏み板（Schiebetritt）が装着されて、車両内部には無線LAN装置が備え付けられている。

### ライン川中部路線
| 号車           | 1                                                                                   | 2                                                                                   | 3                                                                                   |
| 形式・車両番号 | 94 80 0463 3xx-y D-TDR                                                              | 94 80 0863 3xx-y D-TDR                                                              | 94 80 0463 8xx-y D-TDR                                                              |
| 車両種類       | 制御電動車                                                                          | 付随車                                                                              | 制御電動車                                                                          |
| 備考           | - 車軸配置: Bo'2'2'Bo' - 数量: 6本（xx: 01~06） - 座席数: 160席、折り畳み席（40席） | - 車軸配置: Bo'2'2'Bo' - 数量: 6本（xx: 01~06） - 座席数: 160席、折り畳み席（40席） | - 車軸配置: Bo'2'2'Bo' - 数量: 6本（xx: 01~06） - 座席数: 160席、折り畳み席（40席） |

列車リース企業であるアルファトレインス（Alpha Trains）はライン川左岸線の既存電車を三編成併結で運行するために、6本のミレオ電車をトランス・レギオ鉄道に提供した。6本の電車は2019年末よりクレーフェルトで制作されて、2020年12月にRB26系統に投入された。電車の外観はライン＝ネッカーSバーンの新型電車外観と類似して、様々な乗降場の高さに対応するために、扉の下で二つの滑り踏み板（Schiebetritt）が装着されている。

### アウクスブルク路線網
| 号車           | 1 | 2 | 3 |
| 形式・車両番号 | 94 80 2463 0xx-y D-DB                                                                                          | 94 80 2863 0xx-y D-DB                                                                                          | 94 80 2463 5xx-y D-DB                                                                                          |
| 車両種類       | 制御電動車 | 付随車 | 制御電動車 |
| 備考           | - 車軸配置: Bo'2'2'Bo' - 数量: 44本（xx: 01~44） - 座席数: 216席 - 投入路線: RE9、RE80、RE89、RB86、RB87、RB89 | - 車軸配置: Bo'2'2'Bo' - 数量: 44本（xx: 01~44） - 座席数: 216席 - 投入路線: RE9、RE80、RE89、RB86、RB87、RB89 | - 車軸配置: Bo'2'2'Bo' - 数量: 44本（xx: 01~44） - 座席数: 216席 - 投入路線: RE9、RE80、RE89、RB86、RB87、RB89 |

ゴーアヘッドドイツ法人（Go Ahead Deutschland）は12本のデジロHCと44本のミレオをアウクスブルク電車路線網運行の目的で注文して、電車は2022年12月の定期時刻表変更の際に投入された。数日後、運行障害が雨氷の時に起きて、電車線が氷に覆われると、集電ができない問題が発生した。その結果、車両は半分ほど運行された。

### カールスルーエ路線
| 号車           | 1                                                               | 2                                                               | 3                                                               |
| 形式・車両番号 | 94 80 0463 0xx-y D-DB                                           | 94 80 0863 0xx-y D-DB                                           | 94 80 0463 5xx-y D-DB                                           |
| 車両種類       | 制御電動車                                                      | 付随車                                                          | 制御電動車                                                      |
| 備考           | - 車軸配置: Bo'2'2'Bo' - 数量: 7本（xx: 85~91） - 座席数: 200席 | - 車軸配置: Bo'2'2'Bo' - 数量: 7本（xx: 85~91） - 座席数: 200席 | - 車軸配置: Bo'2'2'Bo' - 数量: 7本（xx: 85~91） - 座席数: 200席 |

2022年12月に7本の3編成車両はカールスルーエ - ハイデルベルク区間に北バーデン急行（Nordbaden-Express）として投入された。運行路線はバーデン＝ヴュルテンベルク州により入札された、「路線網7b」の一部である。

### ラウジッツ路線
| 号車           | 1 | 2 | 3 |
| 形式・車両番号 | 94 80 0463 0xx-y D-DB                                                                                        | 94 80 0863 0xx-y D-DB                                                                                        | 94 80 0463 5xx-y D-DB                                                                                        |
| 車両種類       | 制御電動車                                                                                                   | 付随車 | 制御電動車                                                                                                   |
| 備考           | - 車軸配置: Bo'2'2'Bo' - 数量: 20本（0xx: 092~111） - 座席数: 180席 - 投入路線: RE10、RE11、RE13、RB43、RB49 | - 車軸配置: Bo'2'2'Bo' - 数量: 20本（0xx: 092~111） - 座席数: 180席 - 投入路線: RE10、RE11、RE13、RB43、RB49 | - 車軸配置: Bo'2'2'Bo' - 数量: 20本（0xx: 092~111） - 座席数: 180席 - 投入路線: RE10、RE11、RE13、RB43、RB49 |

2020年2月、DBレギオはブランデンブルク州のラウジッツ地方路線に運用する18本の3編成車両を注文した。高さ55 cmの乗降場の場合に、出入り口の床面との段差はない。2021年10月に2本の車両注文が追加されて、注文量は合計20本となった。新型電車は2022年12月より三つの快速列車路線と二つの普通列車路線に投入されている。

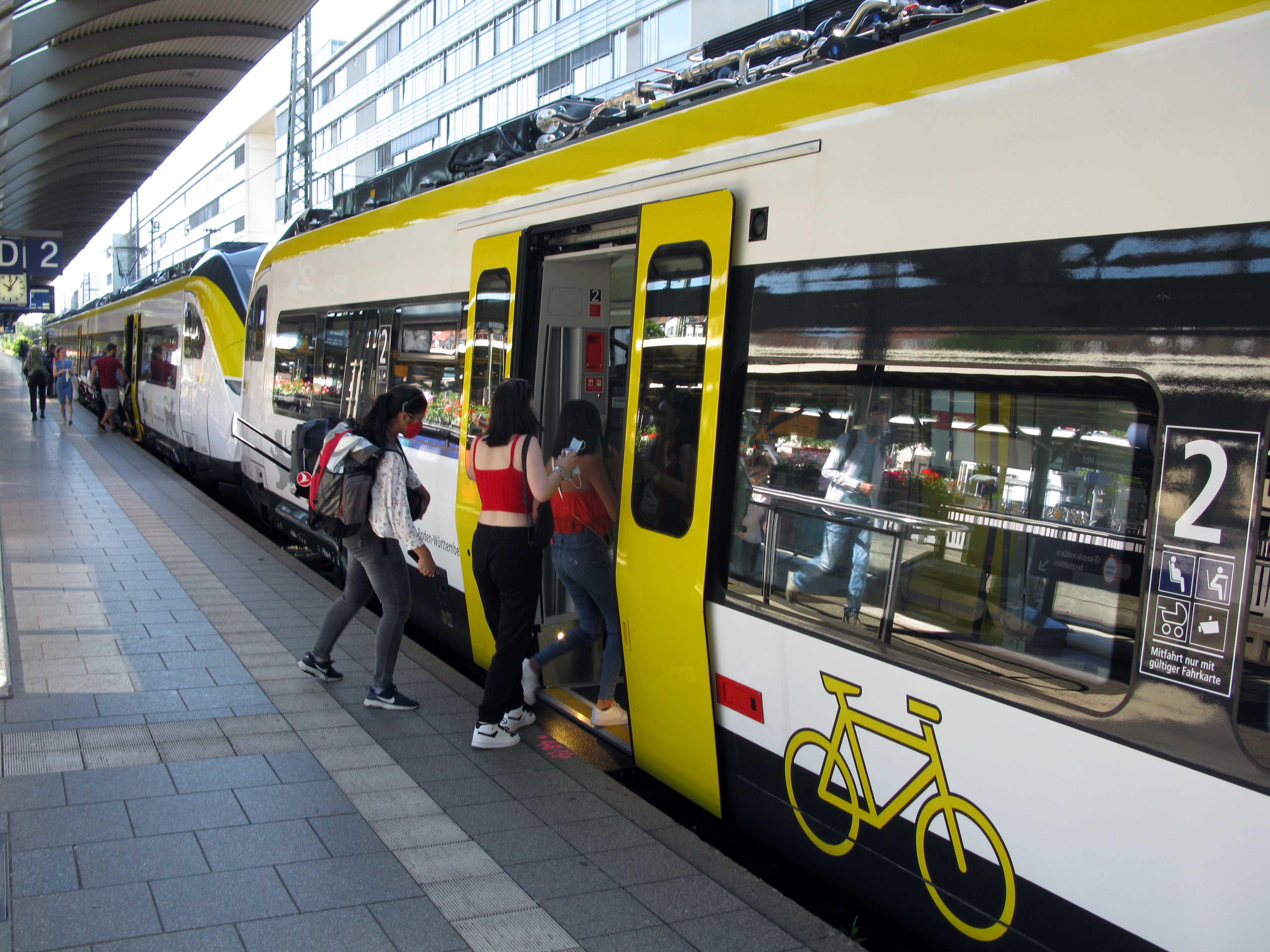
フライブルク駅で停車するラインタール路線のミレオ
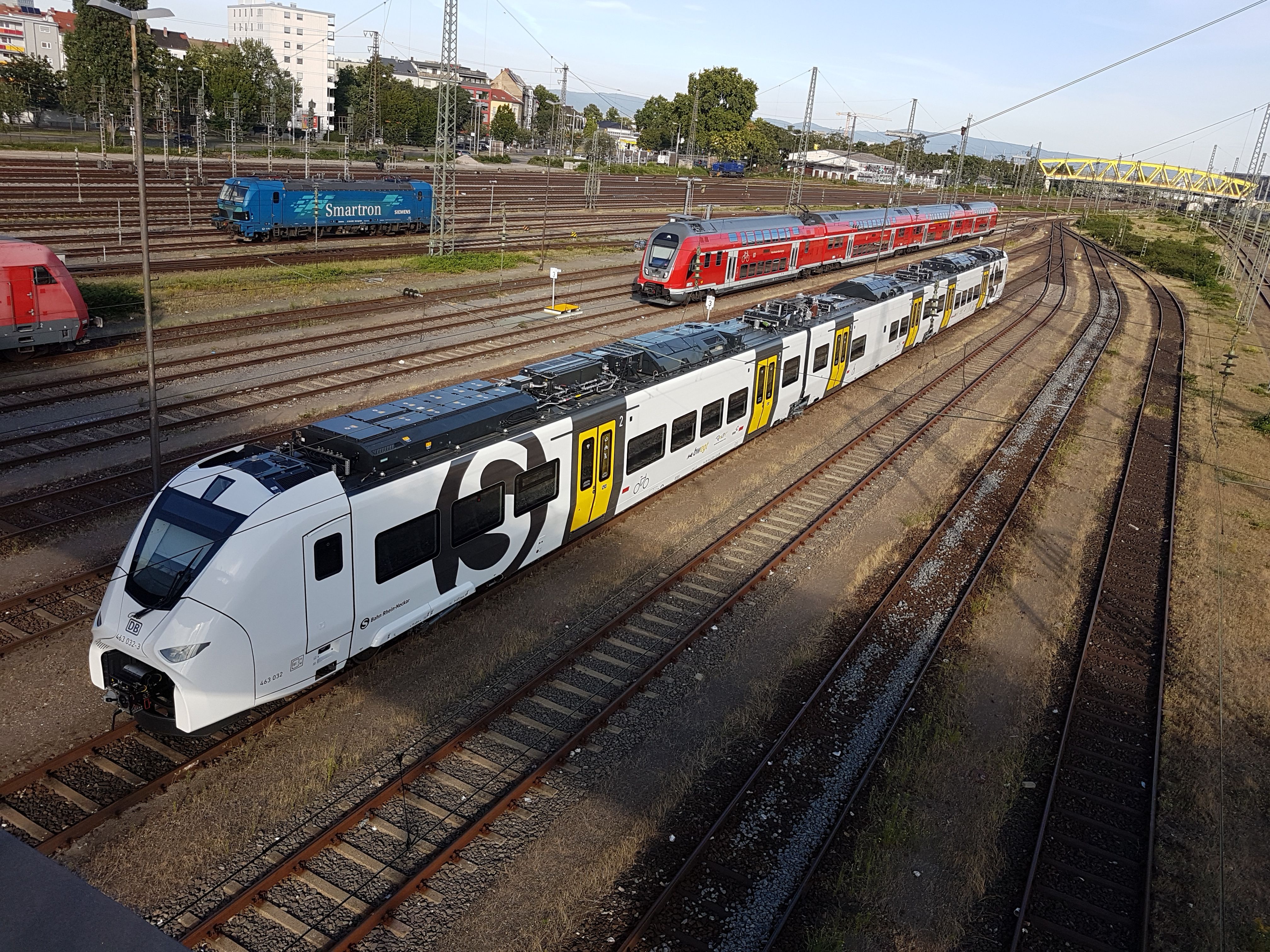
Sバーン所属のミレオ（マンハイム）